# Paraskiewas Awjerinos
Paraskiewas Awjerinos, gr. Παρασκευάς Αυγερινός (ur. 19 sierpnia 1927 w Alonistenie) – grecki polityk i lekarz, w latach 1981–1984 minister zdrowia, w 1984 minister bez teki, poseł do Parlamentu Europejskiego II, III i IV kadencji.

## Życiorys
Absolwent medycyny na Uniwersytecie Narodowym im. Kapodistriasa w Atenach. Do 1981 praktykował jako lekarz w Atenach. W 1974 znalazł się wśród założycieli Panhelleńskiego Ruchu Socjalistycznego. Do 2004 zasiadał w komitecie centralnym, w tym przez kilkanaście lat w komitecie wykonawczym PASOK-u. Od 1981 do 1984 był ministrem zdrowia, następnie w 1984 ministrem bez teki w gabinecie Andreasa Papandreu.
Od 1984 do 1999 przez trzy kadencje sprawował mandat eurodeputowanego, należąc do frakcji socjalistycznej. Pełnił m.in. funkcje wiceprzewodniczącego Komisji ds. Polityki Regionalnej i Planowania Regionalnego, a od 1993 do 1999 wiceprzewodniczącego Europarlamentu III i IV kadencji. W latach 2000–2004 był posłem do Parlamentu Hellenów X kadencji. Reprezentował krajowy parlament w Konwencie Europejskim.